# Тречиминијере (Терамо)
Тречиминијере (итал. Treciminiere) је насеље у Италији у округу Терамо, региону Абруцо.
Према процени из 2011. у насељу је живело 354 становника. Насеље се налази на надморској висини од 151 м.